# المجمع (محافظة حبونا)
المجمع هو مركزٌ سعوديٌ تابعٌ لمحافظة حبونا التابعة لمنطقة نجران، في المملكة العربية السعودية. المركز من الفئة (أ)، ورمزه 2436 حسب دليل الترميز الموحد للمناطق الإدارية بالمملكة العربية السعودية.